# نادي أم صلال
نادي أم صلال الرياضي نادي كرة قدم قطري مقره أم صلال في الدوحة، تأسس عام 1979 باسم ( نادي التضامن). يرأسه الشيخ عبد العزيز بن عبد الرحمن آل ثاني. يلقب النادي بصقور برزان، وينافس في دوري نجوم قطر (دوري الدرجة الأولى) وهو أعلى درجات كرة القدم القطرية.

## تاريخ
تأسس النادي عام 1979 م وكان اسمه عند التأسيس نادي التضامن، بدأ مشواره مع أندية الدرجة الثانية في الدوري القطري لكرة القدم، وفي عام 2004 تغير اسم نادي التضامن إلى نادي أم صلال، صعد أم صلال للمرة الأولى في تاريخه إلى دوري نجوم قطر (دوري الدرجة الأولى) في موسم 2006 / 2007.

## تشكيلة الفريق

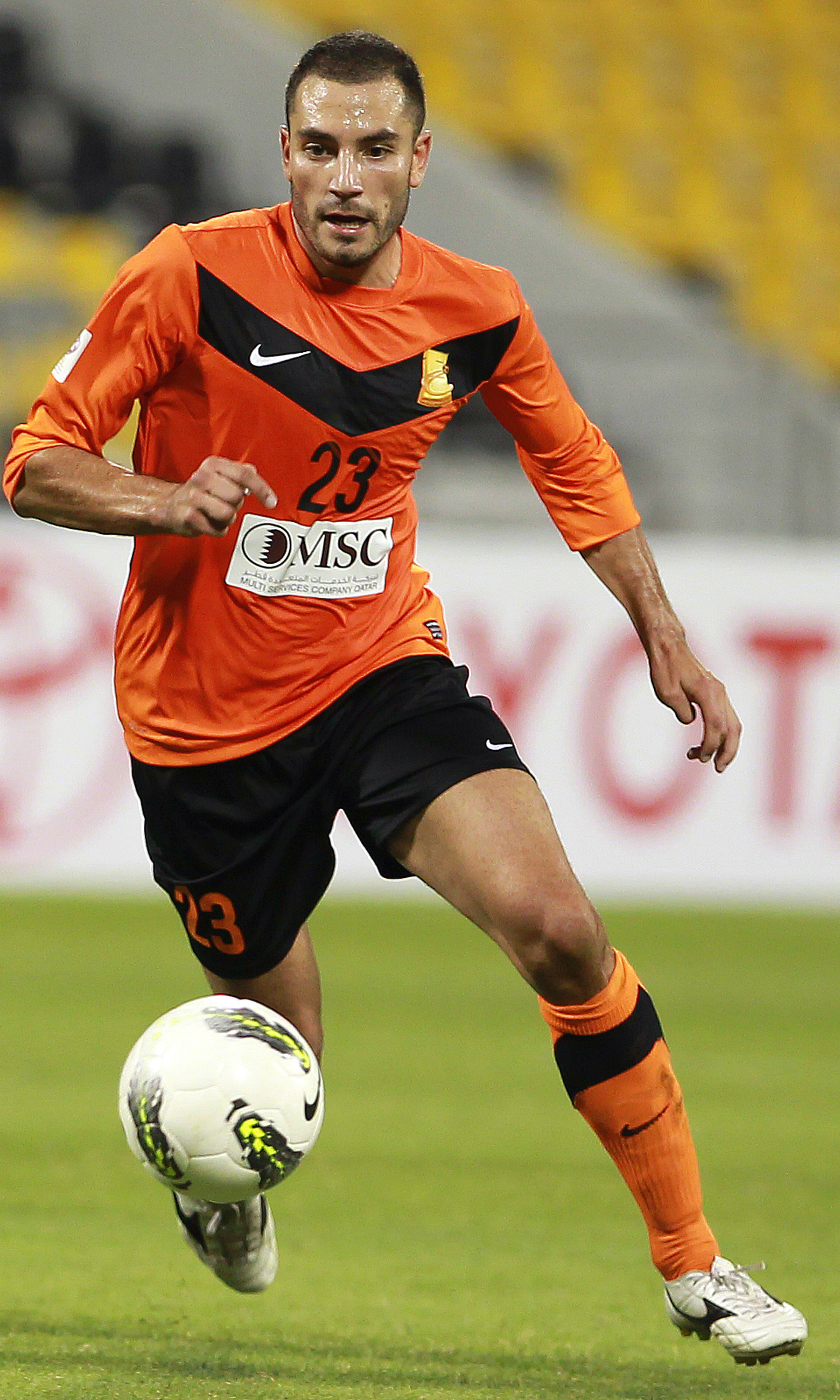
مراد مغني أحد لاعبي الفريق

ملاحظة: تشير الأعلام إلى المنتخب بحسب قواعد الأهلية المعتمدة من قبل الفيفا؛ تنطبق بعض الاستثناءات المحدودة. وقد يحمل اللاعبون أكثر من جنسية لا تعترف بها الفيفا.
| الرقم | البلد   | المركز | اللاعب                         |
| ----- | ------- | ------ | ------------------------------ |
| 2     | قطر     | مدافع  | عمر يحيى                       |
| 3     | قطر     | مدافع  | سيد عيسى                       |
| 4     | قطر     | وسط    | عبد الرحمن رأفت                |
| 6     | الجزائر | وسط    | فيكتور لكحل                    |
| 7     | كوراساو | مهاجم  | كينجي جوري                     |
| 8     | قطر     | وسط    | عادل السليماني                 |
| 9     | كرواتيا | مهاجم  | انتونيو مانسي                  |
| 10    | قطر     | وسط    | عثمان اليهري (معار من الغرافة) |
| 12    | قطر     | وسط    | خالد عبد الرؤوف                |
| 13    | قطر     | حارس   | لؤي عاشور                      |
| 14    | المغرب  | وسط    | أسامة طنان                     |
| 15    | المغرب  | مدافع  | مروان لوادني                   |
| 16    | قطر     | وسط    | سيد أحمد                       |
| 17    | قطر     | وسط    | خالد وليد                      |
| 18    | قطر     | مهاجم  | عبد الله خالد                  |

| الرقم | البلد   | المركز | اللاعب                |
| ----- | ------- | ------ | --------------------- |
| 19    | الجزائر | مدافع  | نعيم العيدوني         |
| 20    | قطر     | مدافع  | علي عفيف              |
| 21    | قطر     | مدافع  | خليفة المالكي         |
| 22    | نيجيريا | مدافع  | إيديديونغ إيسيان      |
| 23    | السنغال | حارس   | لاندينغ بادجي         |
| 30    | قطر     | حارس   | جهاد هديب             |
| 42    | قطر     | مدافع  | أحمد عبد النبي U21    |
| 49    | قطر     | وسط    | الفهد حيدرة U21       |
| 50    | قطر     | حارس   | أحمد إسماعيل U21      |
| 70    | قطر     | مهاجم  | مشعل الشمري           |
| 77    | قطر     | مدافع  | عبد الرحمن الرشيدي    |
| 79    | قطر     | مهاجم  | علي المهندي           |
| 95    | قطر     | وسط    | أحمد السعدي           |
| 99    | قطر     | وسط    | عبد العزيز البكري U21 |

## قائمة اللاعبين البارزين
| الرقم | الاسم                | الجنسية  | المركز    | أول مشاركة | عدد المباريات | الأهداف |
| ----- | -------------------- | -------- | --------- | ---------- | ------------- | ------- |
| 1     | جواد أحناش           | قطر      | لاعب وسط  | 2006       | 141           | 4       |
| 2     | إبراهيما نداي        | قطر      | لاعب وسط  | 2003       | 133           | 28      |
| 3     | بابا مالك            | قطر      | حارس مرمى | 2013       | 97            | 0       |
| 4     | إسماعيل دهقاني       | قطر      | مدافع     | 2011       | 92            | 0       |
| 5     | ذياب العنابي         | قطر      | لاعب وسط  | 2014       | 86            | 2       |
| 6     | محمد السيد           | قطر      | مهاجم     | 2007       | 82            | 4       |
| 7     | فابيو سيزار مونتيزين | قطر      | لاعب وسط  | 2006       | 76            | 21      |
| 9     | سعود غانم            | قطر      | لاعب وسط  | 2006       | 74            | 4       |
| 10    | محمد حسين            | البحرين  | مدافع     | 2009       | 73            | 1       |
| 11    | ماغنو ألفيس          | البرازيل | مهاجم     | 2008       | 55            | 40      |
| 12    | ضاحي النوبي          | قطر      | لاعب وسط  | 2007       | 55            | 2       |

## الألقاب والإنجازات
وصل أم صلال إلى منصات التتويج مبكراً للمرة الأولى في تاريخه موسم 2008 بعد فوزه ببطولة كأس أمير قطر، ليكون أول ناد صاعد من الدرجة الثانية يحصل على اللقب الاغلى، كما حقق لقب كأس السوبر القطري (كأس الشيخ جاسم) في موسم 2009.
حقق فريق أم صلال نتائج جيدة في مشاركاته في البطولات الأخرى، إذ حصل على المركز الثالث وتأهل للمرة الأولى لبطولة كأس قطر (كأس ولي العهد سابقا)، حقق المركز الثالث بدوري النجوم في الموسم الثاني له، كما حقق المركز ذاته في دوري أبطال آسيا موسم 2009.
بطولة كأس أمير قطر
- البطل (مرة واحدة): 2008.[3][5]

كأس السوبر القطري
- البطل (مرة واحدة): 2009.[3]

كأس قطر
- المركز الثالث

دوري نجوم قطر
- المركز الثالث

دوري أبطال آسيا
- المركز الثالث : 2009.[4]

## المنشئات والمرافق الرياضية

### استاد ثاني بن جاسم
بني ملعب أم صلال عام 1996 ويغطي مساحة 34500 متر مربع ويضم ملعبي كرة قدم وغرف تبديل ملابس ومكتب إداري. ونظرًا لعدم كفاية سعته ومرافقه، يستخدم النادي ملعب ثاني بن جاسم كملعب رئيس للفريق.